# Cattedrale della Resurrezione del Signore (Narva)
La cattedrale della Resurrezione del Signore (in russo: Нарвский Воскресенский кафедральный собор) è la cattedrale ortodossa di Narva, in Estonia, è sede dell'eparchia di Narva afferente al Patriarcato di Mosca nell'ambito della Chiesa ortodossa estone

## Storia
Il progetto di costruire la cattedrale risale al 1873, ma, a causa della mancanza di fondi, la costruzione è stata rinviata a tempo indeterminato. La posa della prima pietra è avvenuta solo il 5 agosto 1890, con la partecipazione dello zar Alessandro III. Il progetto è dell'architetto Pavel Alisz, che ideò l'edificio in stile neobizantino, diverso dalle chiese già presenti nella città. I lavori di costruzione durarono fino al 1896. In quell'anno, il 17 novembre, l'Arcivescovo ortodosso di Riga consacrò la chiesa.
Durante la seconda guerra mondiale l'edificio è stato gravemente danneggiato: il tetto è stato distrutto, i vetri delle vetrate, gli altari e una delle pareti sono crollati colpiti da un missile, rendendo necessario un serio restauro, durante il quale le funzioni religiose si sono tenute nei sotterranei. Fino al 2010 la chiesa ha svolto il ruolo di seconda cattedrale della Chiesa ortodossa estone. Dal 2011, con l'erezione dell'eparchia di Narva, ne è divenuta cattedrale.